# Гравитрон
Гравитрон — многофункциональный тренажёр для выполнения упражнений на мышцы спины, груди, рук и ягодиц.

## Описание
Тренажёр оснащен специальной подвижной платформой, которая компенсирует вес тренирующегося.
Гравитрон популярен в фитнес-клубах, чаще всего на нём выполняют подтягивания или обратные отжимания на трицепс, так как подвижная платформа позволяет снизить отягощение собственного тела при выполнении упражнения, тем самым делая выполнение сложного упражнения реально осуществимым, что также позволяет выполнить большее число повторений.
Гравитрон также оказывает акцентированное воздействие на мышцы брюшного пресса и обеспечивает проработку плечевого пояса.

## Принцип работы
Гравитрон является системой противовеса, которая позволяет выполнять упражнения, облегчая вес собственного тела, что подходит новичкам, которые не могут подтянуться на турнике, так как на гравитроне они могут отрегулировать вес под себя.
Составные элементы гравитрона:
- направляющие с блоком грузов (контрбаланс);
- перекладина (турник с противовесом) для хвата;
- поручни (брусья) для отжиманий;
- подвижная платформа;
- две или одна ступени для подъёма, также у тренажёра возможна и одна мягкая платформа для колен.

## Подтягивания с противовесом
Выставляется вес на тренажёре, который тренирующийся хочет компенсировать от своего тела. Человек берется одним из хватов за перекладину, а ногами становится на подвижную платформу тренажёра. Затем человек выполняет подтягивания, а подвижная платформа позволяет увеличить повторения. Хват рук можно менять, он может быть, как прямым, так и обратным.
Варианты подтягиваний в гравитроне
- Подтягивания широким хватом. Позволяют задействовать широчайшие мышцы спины, также задействуются грудные мышцы.
- Подтягивания средним хватом. Нагрузка со спины слегка смещается на руки.
- Узкие подтягивания в гравитроне. Основная нагрузка при таком выполнении идет на мышцы рук бицепсы.
- Частичные подтягивания. Позволяет «запампить» бицепсы максимальным образом. Когда человек опускается не до конца на тренажёре, бицепс находится под постоянной нагрузкой.
- Поочередные подтягивания в гравитроне одной рукой. Можно подтягиваться поочередно. Человек может чередовать руки, прорабатывая мышцы более основательно. Если вы опытный спортсмен, поочередные подтягивания хорошо помогут в детальной проработке верха грудных мышц. Так же можно более изолировано тренировать мышцы бицепса рук.